# Cesta na Brdo, Ljubljana
Cesta na Brdo je ena izmed daljših cest v Ljubljani.

## Zgodovina
28. novembra 1939 je mestni svet poimenoval in podaljšal novi del Ceste na Brdo, ki je bilo staro ledinsko ime zanjo.

## Urbanizem
Cesta poteka od križišča z Brdnikovo ulico in Cesto na Bokalce do stika s Cesto II.
Na cesto se (od zahoda proti vzhodu) povezujejo: Mlake, Rudolfa Janežiča, Na Griču, Legatova, Grampovčanova, Ažmanova, Pot za Brdom, Za opekarno, Petrčeva, Kantetova, Primorska, Gabrščkova, Poklukarjeva, Abramova, Sattnerjeva, Nanoška, Iga Grudna in Krištofova.

## Javni potniški promet
Po Cesti na Brdo poteka trasa mestne avtobusne linije št. 14. Na cesti so štiri postajališča mestnega potniškega prometa.

### Postajališča MPP
| postajališče        | št. linije |
| ------------------- | ---------- |
| 703191 Pot R. Križa | 14         |
| 703051 Podmornica   | 14         |
| 703041 Viško polje  | 14         |
| 703031 Jamnikarjeva | 14         |

| postajališče        | št. linije |
| ------------------- | ---------- |
| 703032 Jamnikarjeva | 14         |
| 703042 Viško polje  | 14         |
| 703052 Podmornica   | 14         |